# 牧野天音
牧野 天音（まきの あまね、11月8日 - ）は、日本の女性声優。アーツビジョン所属。東京都出身。

## 経歴
小学生の頃はアニメを観ていても「絵がしゃべっているのかな」くらいの意識しかなかった。中学1年生の時、お年玉で買っていたテレビアニメ『ロミオの青い空』のDVDを家で観ていた時に、「絵そのものがしゃべっているわけではないな」と認識するようになった。主人公の男の子に声をあてているのが女性だと知り、「すごいなあ」と思ったのが、職業としての声優を意識した。
高校1年生のときに学校で開かれた演劇会で、裏方として参加したが、そのときに上級生らの演技を見て芝居に興味を持つようになる。2年生のときにキャストとして参加し、3年生から学校に行きながら通える養成所で声優を目指すことになった。日本ナレーション演技研究所を経て、アーツビジョンに所属する。
2015年、ポニーキャニオンとコンプティークによる女子中学生アイドルストーリー「Re:ステージ!」のメインキャストに決定。6人のヒロインの筆頭格となる「式宮舞菜」役を演じることになった。オーディション時は舞菜は「主人公だから私には無理」と思っていたが、現場でスタッフから舞菜役も勧められて演じたところ合格、「本当にうれしかった」という。

## 人物
趣味・特技は読書、麻雀、映画鑑賞、バドミントン。漫画を読むことも好きで、福本伸行・竹宮惠子・志村貴子作品などを好んでいる。
好きな食べ物はイタリア料理、プリン。苦手なものは生モノ、生トマト。
歌唱力について、『城とドラゴン』のサタンガール役として歌った「生誕サタガ賛歌　第666篇より～サタンガールのテーマ～」を作曲した松岡耕平は、「ミックスボイスが得意で音域が広くサタンガールのまま歌うという難しい注文にも対応。しかもテイクを重ねるごとに良くなる喉の耐久力の高さが凄く、ついつい時間いっぱいまで録ってしまいました」と述べている。

## 出演
太字はメインキャラクター。

### テレビアニメ
2015年
- ランス・アンド・マスクス（女子校生）

2016年
- ラブライブ!サンシャイン!!（女子生徒）

2018年
- アイドリッシュセブン（女性客A）
- アイカツフレンズ!（中学生ファン）
- ベルゼブブ嬢のお気に召すまま。（侍女、女性職員、財務部職員、女子、サキュバス課女子）
- メルクストーリア -無気力少年と瓶の中の少女-（パルティシャン）

2019年
- まほうのルミティア Luminary Tears（ナレーション）
- ひとりぼっちの○○生活（挽辺恵澄）
- Re:ステージ! ドリームデイズ♪（式宮舞菜）
- あんさんぶるスターズ!（観客）
- とある科学の一方通行（生徒）
- 神田川JET GIRLS（西谷もも）

2020年
- アイカツオンパレード!（ファン）
- 文豪とアルケミスト 〜審判ノ歯車〜（音声）

2021年
- クレヨンしんちゃん（2021年 - 2023年、園児C、観客C、CMコーラス3）
- プラチナエンド（2021年 - 2022年、早百合）
- ドラえもん（テレビ朝日版第2期）（2021年 - 2022年、観客(4)、友人A）

2022年
- 社畜さんは幼女幽霊に癒されたい。（飼い主）

2024年
- パズドラ（子ども）

2025年
- 異修羅（イスカ）

### Webアニメ
- ぶらどらぶ（2021年、ダンス部部員）
- ロマンティック・キラー（2022年、マネージャー女子）
- あたしンちNEXT（2024年、生徒〈ガヤ〉）

### ゲーム
2016年
- パズルオブエンパイア（グスタフ・アドルフ、西郷隆盛）
- モン娘☆は〜れむ（テレイア）

2017年
- Re:ステージ!プリズムステップ（式宮舞菜）

2018年
- LOST TRIGGER（アニス）
- 放置少女〜百花繚乱の萌姫たち〜（かぐや姫、李牧、直江兼続） - 直江兼続役は初代

2019年
- アルテイルクロニクル（シュティ）

2020年
- 逆転オセロニア（アステール）

2021年
- ブレイブ フロンティア レゾナ（アザミ）

2022年
- 城とドラゴン（サタンガール）

2024年
- クイズRPG 魔法使いと黒猫のウィズ（ロザリア・ハート〈幼少期〉）
- アズールレーン（龍武、虎賁）
- かんぱに☆ガールズ RE:BLOOM（ルルナ・レナード）

### ラジオ
※はインターネット配信。
- Re:ステージ! 〜ラジオのれんしゅう〜（2015年 - 2016年、音泉※）※回替わりパーソナリティ[19]
- Re:ステージ! キラリン☆らじお（2016年 - 2017年、ニコニコ生放送・音泉※）※回替わりパーソナリティ
- Re:STAGE! ch.〜リメンバーズRADIO〜（2017年 - 、音泉※）※回替わりパーソナリティ

### ラジオCD
- ラジオCD Re:ステージ! 〜ラジオのれんしゅう〜 Vol.1[20]

### テレビ番組
※はインターネット配信。
- Re:ステージ! 〜ニコ生のれんしゅう〜（2015年 - 2016年、ニコニコ生放送※）※回替わりパーソナリティ[19]
- Re:ステージ! キラリン☆ニコ生（2016年 - 2017年、ニコニコ生放送※）※回替わりパーソナリティ[21]
- Re:STAGE! ch〜リメンバーズTV〜（2017年 - 、YouTubeLIVE※）※回替わりパーソナリティ

### オーディオブック
- パレード（2020年、美咲）

## ディスコグラフィ

### キャラクターソング
| 発売日   | タイトル                                                  | 歌                                                                | 楽曲                                                                             | 備考                                                            |
| 2016年   | 2016年                                                    | 2016年                                                            | 2016年                                                                           | 2016年                                                          |
| -------- | --------------------------------------------------------- | ----------------------------------------------------------------- | -------------------------------------------------------------------------------- | --------------------------------------------------------------- |
| 3月16日  | Startin' My Re:STAGE!!                                    | KiRaRe                                                            | 「Startin' My Re:STAGE!!」                                                       | 『Re:ステージ！』関連曲                                         |
| 8月17日  | リメンバーズ！                                            | KiRaRe                                                            | 「リメンバーズ！」 「君に贈るAngel Yell」                                        | 『Re:ステージ！』関連曲                                         |
| 2017年   |                                                           |                                                                   |                                                                                  |                                                                 |
| 1月18日  | 憧れFuture Sign                                           | KiRaRe                                                            | 「憧れFuture Sign」 「夏の約束」                                                 | 『Re:ステージ！』関連曲                                         |
| 5月17日  | キラリズム                                                | KiRaRe                                                            | 「Do it!! PARTY!!」 「GROWING!!」 「キライキライCЯY」 「ク・ルリラビー」         | 『Re:ステージ！』関連曲                                         |
| 12月20日 | 宣誓センセーション                                        | KiRaRe                                                            | 「宣誓センセーション」 「WINTER JEWELS」                                         | 『Re:ステージ！』関連曲                                         |
| 2018年   |                                                           |                                                                   |                                                                                  |                                                                 |
| 8月22日  | 367Days                                                   | KiRaRe                                                            | 「367Days」 「冒険トラベラー」                                                   | 『Re:ステージ！』関連曲                                         |
| 2019年   |                                                           |                                                                   |                                                                                  |                                                                 |
| 3月27日  | ハッピータイフーン                                        | KiRaRe                                                            | 「ハッピータイフーン」 「ステレオライフ」                                        | 『Re:ステージ！』関連曲                                         |
| 7月24日  | Don't think,スマイル!!                                    | KiRaRe                                                            | 「Don't think,スマイル!!」                                                       | テレビアニメ『Re:ステージ！ ドリームデイズ♪』オープニングテーマ |
| 7月24日  | Don't think,スマイル!!                                    | KiRaRe                                                            | 「憧れFuture Sign (Piano Strings Arrange)」                                      | テレビアニメ『Re:ステージ！ ドリームデイズ♪』関連曲             |
| 8月21日  | Blooming,Blooming!/ロケット                               | 式宮舞菜（牧野天音）                                              | 「Blooming,Blooming!」                                                           | テレビアニメ『Re:ステージ！ ドリームデイズ♪』関連曲             |
| 10月2日  | DRe:AMER                                                  | KiRaRe                                                            | 「キラメキFuture」 「OvertuRe:」                                                 | テレビアニメ『Re:ステージ！ ドリームデイズ♪』挿入歌             |
| 10月2日  | DRe:AMER KiRaRe盤 きゃにめ特典CD                          | 式宮舞菜（牧野天音）、月坂紗由（鬼頭明里）                        | 「ミライKeyノート」                                                              | テレビアニメ『Re:ステージ！ ドリームデイズ♪』挿入歌             |
| 10月2日  | Re:ステージ！ ドリームデイズ♪ BD・DVD第1巻 きゃにめ特典CD | KiRaRe                                                            | 「宣誓センセーション -4sk Remix-」 「ハッピータイフーン -DJ WILDPARTY Remix-」   | テレビアニメ『Re:ステージ！ ドリームデイズ♪』関連曲             |
| 10月23日 | Re:ステージ！ ドリームデイズ♪ BD・DVD第2巻 きゃにめ特典CD | KiRaRe                                                            | 「Startin' My Re:STAGE!! -KO3 Remix-」 「Don't think,スマイル!! -PSYQUI Remix-」 | テレビアニメ『Re:ステージ！ ドリームデイズ♪』関連曲             |
| 2020年   |                                                           |                                                                   |                                                                                  |                                                                 |
| 12月16日 | Chain of Dream                                            | KiRaRe                                                            | 「We Remember」                                                                  | 『Re:ステージ！』関連曲                                         |
| 2021年   |                                                           |                                                                   |                                                                                  |                                                                 |
| 3月17日  | Re:STAGE! THE BEST                                        | Re:STAGE! ALL IDOL                                                | 「私たち、四季を遊ぶんです!!」                                                   | 『Re:ステージ！』関連曲                                         |
| 2022年   |                                                           |                                                                   |                                                                                  |                                                                 |
| 5月18日  | ちぐはぐメロディ                                          | 式宮舞菜(CV:牧野天音) 月坂紗由(CV:鬼頭明里) 岬珊瑚(CV:田中あいみ) | 「ちぐはぐメロディ」                                                             | 『Re:ステージ！』関連曲                                         |
| 8月5日   | Ideal/Idol                                                | KiRaRe                                                            | 「Ideal/Idol」                                                                   | 『Re:ステージ！』関連曲                                         |
| 2023年   |                                                           |                                                                   |                                                                                  |                                                                 |
| 8月25日  | オン×ステージ！                                           | 式宮舞菜（CV.牧野天音）、星咲あかり（CV.赤尾ひかる）              | 「オン×ステージ！」                                                              | 『Re:ステージ！』『オンゲキ』関連曲                             |
| 8月25日  | オン×ステージ！                                           | 式宮舞菜（牧野天音）                                              | 「オン×ステージ！ -式宮舞菜ソロver.-」                                           | 『Re:ステージ！』『オンゲキ』関連曲                             |
| 2024年   |                                                           |                                                                   |                                                                                  |                                                                 |
| 4月1日   | Refrain                                                   | KiRaRe                                                            | 「Dramatic Echoes」                                                              | 『Re:ステージ！』関連曲                                         |

### ユニットメンバー
1. 1 2 3 4 5 6 7 8 9  式宮舞菜（牧野天音）、月坂紗由（鬼頭明里）、市杵島瑞葉（田澤茉純）、柊かえ（立花芽恵夢）、本城香澄（岩橋由佳）、長谷川みい（空見ゆき）
2. ↑  式宮舞菜（牧野天音）、月坂紗由（鬼頭明里）、市杵島瑞葉（田澤茉純）、柊かえ（立花芽恵夢）、本城香澄（岩橋由佳）、長谷川みい（空見ゆき）、伊津村紫（小澤亜李）、伊津村陽花（嶺内ともみ）、式宮碧音（髙橋ミナミ）、一条瑠夏（諏訪彩花）、岬珊瑚（田中あいみ）、白鳥天葉（日岡なつみ）、帆風奏（阿部里果）、緋村那岐咲（長妻樹里）、坂東美久龍（山田奈都美）、西館ハク（佐藤実季）、南風野朱莉（高柳知葉）、城北玄刃（西田望見）